# 宮城竜太
宮城 竜太（みやぎ りゅうた、1975年2月12日 - ）は、日本のプロボクサー。沖縄県島尻郡知念村（現・南城市）出身。旧リングネームは竜 宮城（りゅう みやぎ）。

## 来歴
1998年3月22日、沖縄ワールドリングジム所属で沖縄県具志川市（現うるま市）でプロデビューし、2RKO勝ちを収めた。
1999年5月9日、1年2か月ぶりに2戦目を山口県防府市で友部年孝を相手に4R引分に終わると、その後3戦3勝も2年のブランクを作った。
2002年12月2日、東京都文京区の後楽園ホールで復帰戦を1RTKOで勝利すると、2003年11月には東日本ボクシング協会の月間新鋭賞を受賞するなど3戦3勝3KOと無敗を続ける。
2004年4月14日、後楽園ホールにて阪東ヒーロー（フォーラムフォーラム）と対戦し、3回TKO勝ちで10戦負けなし。
2004年、B:tight!第1回に出場。準々決勝、準決勝と勝ち上がり決勝戦で土居伸久に4R引分勝者扱い（延長ラウンド35秒でKO勝ち）で、フェザー級優勝を収めた。
2005年4月18日、その後2戦2勝2KOで渡邉一久（角海老宝石）と試合。10R判定負けで初黒星を喫した。
2006年6月11日、1戦1勝後沖縄県宜野湾市の沖縄コンベンションセンターで元WBA世界スーパーバンタム級王者でIBF世界スーパーバンタム級4位のヨーダムロン・シンワンチャー（タイ）に6RTKO勝ち。この試合前に右手の骨折を負っていたこともあり、8か月ブランクを作った。
2007年4月23日、後に世界王者となる李冽理（横浜光）に7回負傷判定勝ちで李に初黒星を付けた。
2007年8月25日、2戦2勝後フィリピンパシッグのSMスーパーセンター・パシッグでWBOアジア太平洋スーパーフェザー級王者ジムレックス・ハカ（フィリピン）と対戦。1Rで2度のダウンを奪いながらも、2回に偶然のバッティングでハカがカットし負傷ドローとなった。
2007年11月14日、パシッグのSMスーパーセンター・パシッグで行われたノンタイトルマッチでハカと再戦。初回、偶然のバッティングで宮城が眉間をカットし負傷ドローとなった。
2008年、寺地永が会長を務めるBMBボクシングジムに移籍する。リングネームも本名の宮城竜太に戻す。
2009年5月3日、大阪市阿倍野区民センターで東洋太平洋スーパーバンタム級11位のカルロ・マガレ（フィリピン）と対戦し、初回2分52秒TKO負けで移籍後第一戦を初勝利で飾ることができなかった。
2009年8月1日、安田幹男（六島）と54.0kg契約8回戦で対戦し、移籍後2試合連続の初回TKO負けとなった。
その後大鵬ボクシングジムに移籍し、移籍初戦を初回TKO勝利で飾ると、そこから3戦3勝3KO勝利でキャリアを立て直すも、またも2戦連続TKO負けを喫した。
2011年7月10日、愛知県・名古屋国際会議場で日本スーパーバンタム級6位の林翔太（畑中）とフェザー級10回戦を行い、3-0の判定勝ちで日本ランク入りを果たした。
2011年9月24日、イギリス・ヨークシャーシェフィールドのポンドフォージアリーナで西岡利晃の王座挑戦の経験を持つ、WBCスーパーバンタム級10位のレンドール・ムンローと対戦し、0-3の大差判定負けを喫した。
2011年11月15日、タイ・メーホンソーン県でWBOアジア太平洋フェザー級王者チョンラターン・ピリヤピンヨーと対戦し、3回2分57秒TKO負けを喫し、王座獲得に失敗した。